# Невио Скала
Невио Скала (на италиански: Nevio Scala) е италиански треньор по футбол и бивш футболист. Роден е на 22 ноември 1947 г. в Лоцо Атестино, провинция Падуа, Венето. 
През състезателната си кариера играе като полузащитник, и носи екипите на, Милан, Виченца, Интер, Фоджа и Монца.
Като треньор през 1988 г. извежда Реджина до Серия Б. Същата година поема Парма като заместник на Ариго Саки. Води отбора в продължение на шест години, и от скромен клуб го превръща в основен фактор не само в италианската Серия А, но и в Европа. През 1993 печели КНК заедно с Суперкупа на Европа, а през 1995 година Купата на УЕФА.
Води още Спартак Москва (2003, 2004), Борусия Дортмунд (1997-98) с който печели Междуконтинентална купа, Бешикташ и Шахтьор Донецк. С клуба от Донецк постига дубъл в Украйна.
След повече от десет години встрани от футбола, през лятото на 2015 г. Скала става президент на Парма Калчо 1913 – наследникът на фалиралия по-рано през същата година Парма.

## Успехи

### Като състезател
Милан
- Шампион Серия А – 1967-68
- КНК – 1967-68
- Шампионска лига – 1968-69

### Като треньор
Парма
- Купа на Италия
  - Победител – 1991-92
    - Финалист – 1994-95
- КНК
  - Победител – 1992-93
    - Финалист – 1993-94
- Суперкупа на Европа - 1993
- Купа на УЕФА – 1994-95

 Борусия Дортмунд
- Междуконтинентална купа - 1997

 Шахтьор Донецк
- Шампион на Украйна – 2001-02
- Купа на Украйна – 2001-02

 Спартак Москва
- Купа на Русия – 2002-03